# Азулай, Давид
Давид Азулай (ивр. דוד אזולאי‎; род. 5 мая 1954 года, Марокко — 30 октября 2018) — израильский политик, депутат кнессета (14, 15, 16, 17, 18, 19, 20 созывы), заместитель министра внутренних дел в двадцать девятом правительстве Израиля, министр по делам религий в тридцать четвёртом правительстве Израиля.

## Биография
Давид Азулай родился в Марокко, в 1963 году репатриировался в Израиль. Среднее образование получил в иешиве. В период с 1993 по 1996 год он работал заместителем мэра, а затем мэром окружного муниципалитета Нахаль Ирон. В течение трёх каденций был членом городского совета Акко.
По профессии — учитель. Проходил службу в Армии обороны Израиля, был военным санитаром. Член партии «ШАС». В 1996 году был впервые избран в кнессет. Вошёл в ряд парламентских комиссий (комиссия по вопросам этики, комиссия по борьбе с наркотиками, комиссии по образованию и культуре, а также комиссии по назначению мусульманских судей).
В правительстве, сформированном Ариэлем Шароном в 2001 году, занял пост заместителя министра внутренних дел Израиля, занимал этот пост с небольшим перерывом (на полторы недели партия «ШАС» покидала правительство).
Переизбирался в кнессет 15-го, 16-го и 17-го созывов.
В кнессете 18-го созыва вошёл в состав финансовой комиссии, комиссии по экономике и комиссии по назначению мусульманских судей. Был назначен председателем комиссии по обращениям граждан.
Азулай жил в Акко, был женат, имел четверых детей.
Умер 30 октября 2018 года после длительной борьбы с раком. Болезнь также вынудила его уйти из Кнессета в начале года.